# Fábrica de Mieres

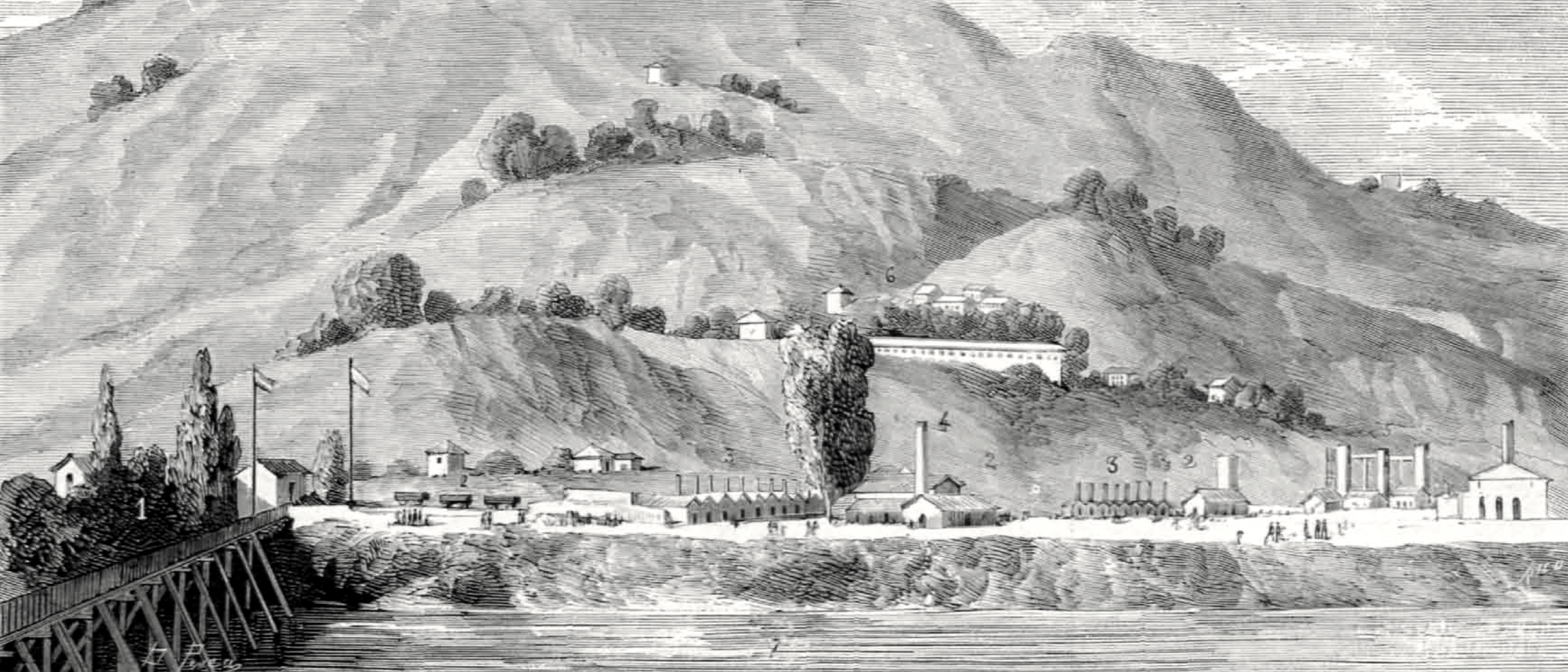
La fábrica en 1877, según grabado de Daniel Perea en La Ilustración Española y Americana

Fábrica de Mieres fue una importante empresa minerosiderúrgica española fundada en 1879 establecida en el municipio asturiano de Mieres (España), en el lugar en que ya existía una siderurgia desde 1844 conocida por el mismo nombre.

## Historia
El 17 de septiembre de 1844 es fundada en Londres la Asturian Mining Company, que establece una fundición de hierro entre Rebollada y Ablaña, en el concejo asturiano de Mieres. Su único alto horno se puso en funcionamiento en 1848, proporcionando el primer hierro de calidad en España utilizando coque (conocido entonces como «el método inglés»). El establecimiento fue conocido, entonces y posteriormente, como la fábrica de Mieres.
El 6 de julio de 1849 la Asturian Mining Company es disuelta por el gobierno de España y sus activos liquidados. El banquero español, aunque afincado en París, León Lillo se convierte en dueño de la fábrica y de las minas de hierro y carbón el 15 de junio de 1850, por 502 000 francos. León Lillo era un testaferro de Agustín Fernando Muñoz y Sánchez, duque de Riánsares y marido de la reina madre, María Cristina de Borbón-Dos Sicilias. Posteriormente se incorporaría a la sociedad Juan Grimaldi, cónsul general en Francia. León Lillo y Compañía reanudaron la actividad de la ferrería mierense a finales de 1850.
En 1852 pasa a la Compagnie Minière et Métallurgique des Asturies, con sede en París, y en 1861 a la Société Houillère et Métallurgique des Asturies, cuyo principal accionista era el francés Numa Guilhou. Este funda en 1870 la Sociedad Numa Guilhou con los fracasos de las sociedades establecidas en Mieres anteriormente, pasando a ser Fábrica de Mieres S.A. en 1879.
En la factoría cercana a la villa de Mieres del Camino, los altos hornos fabricaban hierro, usando como combustible el carbón extraído de sus minas, principalmente de la Comarca del Caudal. Formó un importante triángulo siderúrgico junto con la Fábrica de Moreda-Gijón y la Fábrica de La Felguera, aunque no llegó a tener la pujanza de esta última. Las pertenencias mineras de Fábrica de Mieres pasaron a Hunosa en 1967 y la producción siderúrgica a Uninsa, cerrando y derribándose la factoría en los años 1970. La empresa fue disuelta en 2010. En la actualidad sus terrenos son parte de un parque industrial denominado Polígono Industrial Fábrica de Mieres.